# Kurtis Kraft

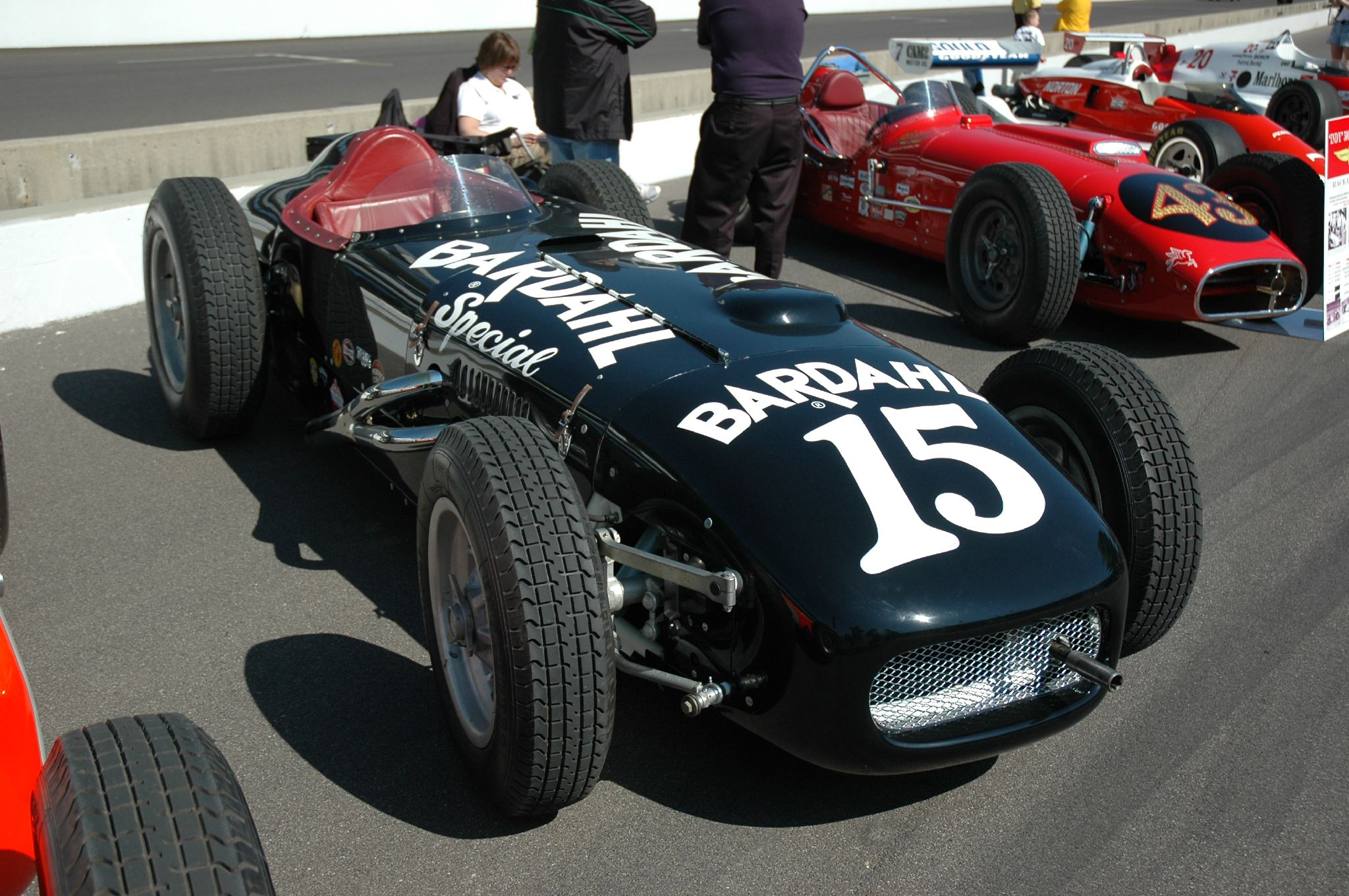
Kurtis Kraft 500B образца 1955 года, на которой Джимми Дэвис занял третье место в гонке 500 миль Индианаполиса

Kurtis Kraft — американская компания, конструктор и производитель гоночных автомобилей. С конца 1930-х годов произведенные ею автомобили участвовали в множестве автоспортивных соревнований в США.
С 1950 по 1960 год гонщики на автомобилях Kurtis Kraft в большом количестве участвовали в гонке Индианаполис-500, входящей в зачет чемпионата мира. Эта компания стала наиболее успешным из конструкторов автомобилей, участвовавших в Инди-500 тех лет: на её счету 5 из 11 побед, 6 поул-позиций, 7 быстрейших кругов. Пилоты на этих автомобилях завоевали 131 очко, то есть почти половина из всех разыгранных очков.
Знаковое событие произошло во время проведения 500 миль Индианаполиса 1952, бывшей также вторым этапом чемпионата мира Формулы-1 1952 года. В гонке стартовал автомобиль Cummins Diesel Special на базе шасси Kurtis Kraft с турбодизелем. Как дизельный двигатель, так и турбонаддув являлись абсолютными новинками в истории как американских формульных гонок, так и Формулы-1. Управлял машиной Фред Агабашьян, он смог грамотно реализовать мощностные показатели своего автомобиля в квалификации, выиграв поул с рекордной для Инди-500 средней скоростью. Это стал первый в истории чемпионата мира Ф1 поул для турбонаддувных машин, а также первый и единственный в истории турнира поул для дизелей и для марки Cummins. В гонке Агабашьян также уверенно захватил лидерство, но вынужден был сойти из-за засорения пылью и последующего отказа турбокомпрессора.
Кроме участия в Инди-500, на счету этой марки также одно участие в Гран-при США 1959 года: Роджер Уорд принял участие за рулем миджета, рассчитывая что сумеет скомпенсировать отставание от европейских машин за счет большей скорости прохождения поворотов. В действительности отставание оказалось слишком большим — Уорд проигрывал по 40 секунд на круге, и отстав к середине гонки аж на 20 кругов, тихо сошёл из-за отказа сцепления.